# Citadel Laferrière

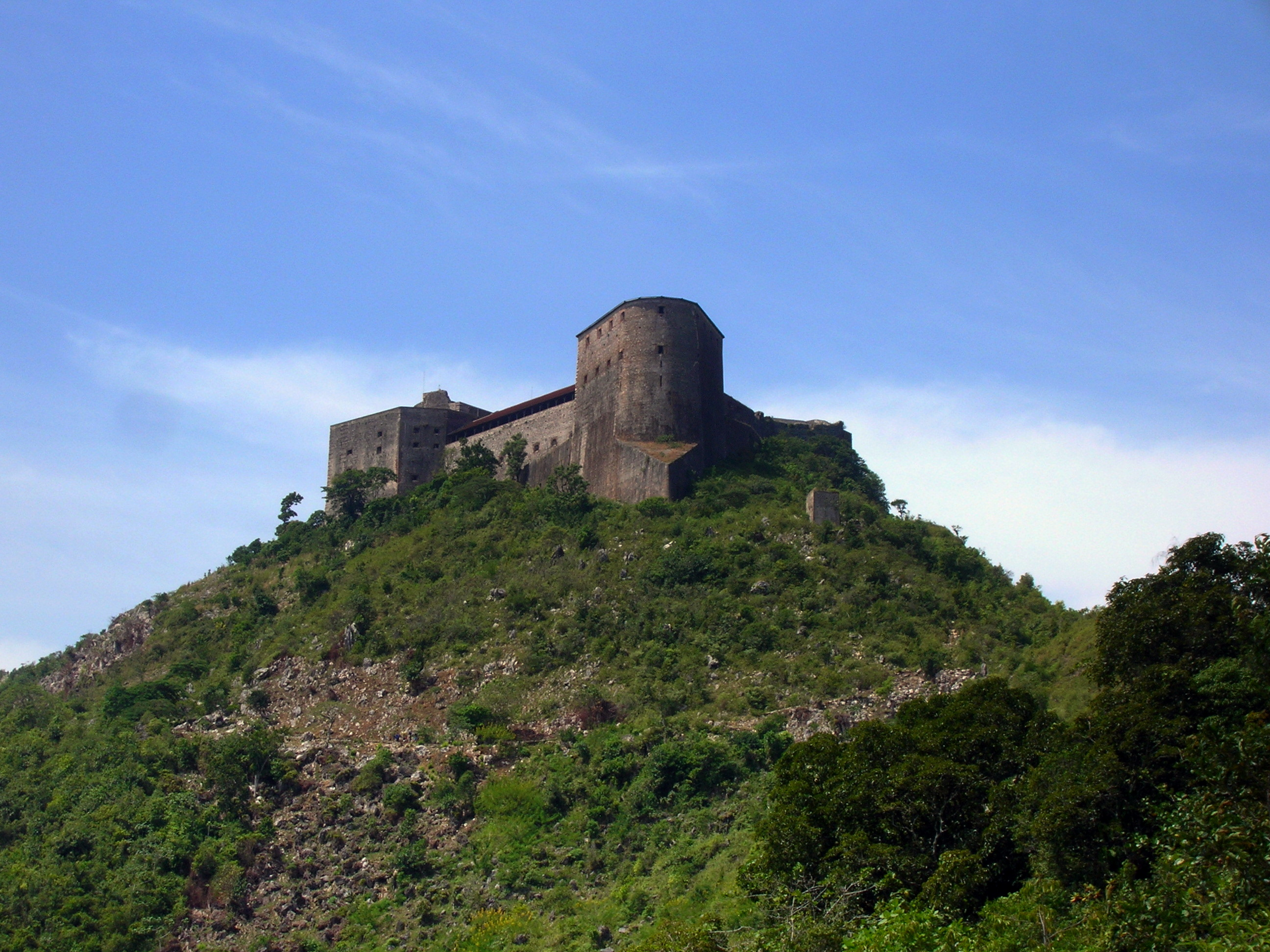
De Citadel Laferrière op de berg Bonnet à l'Évêque

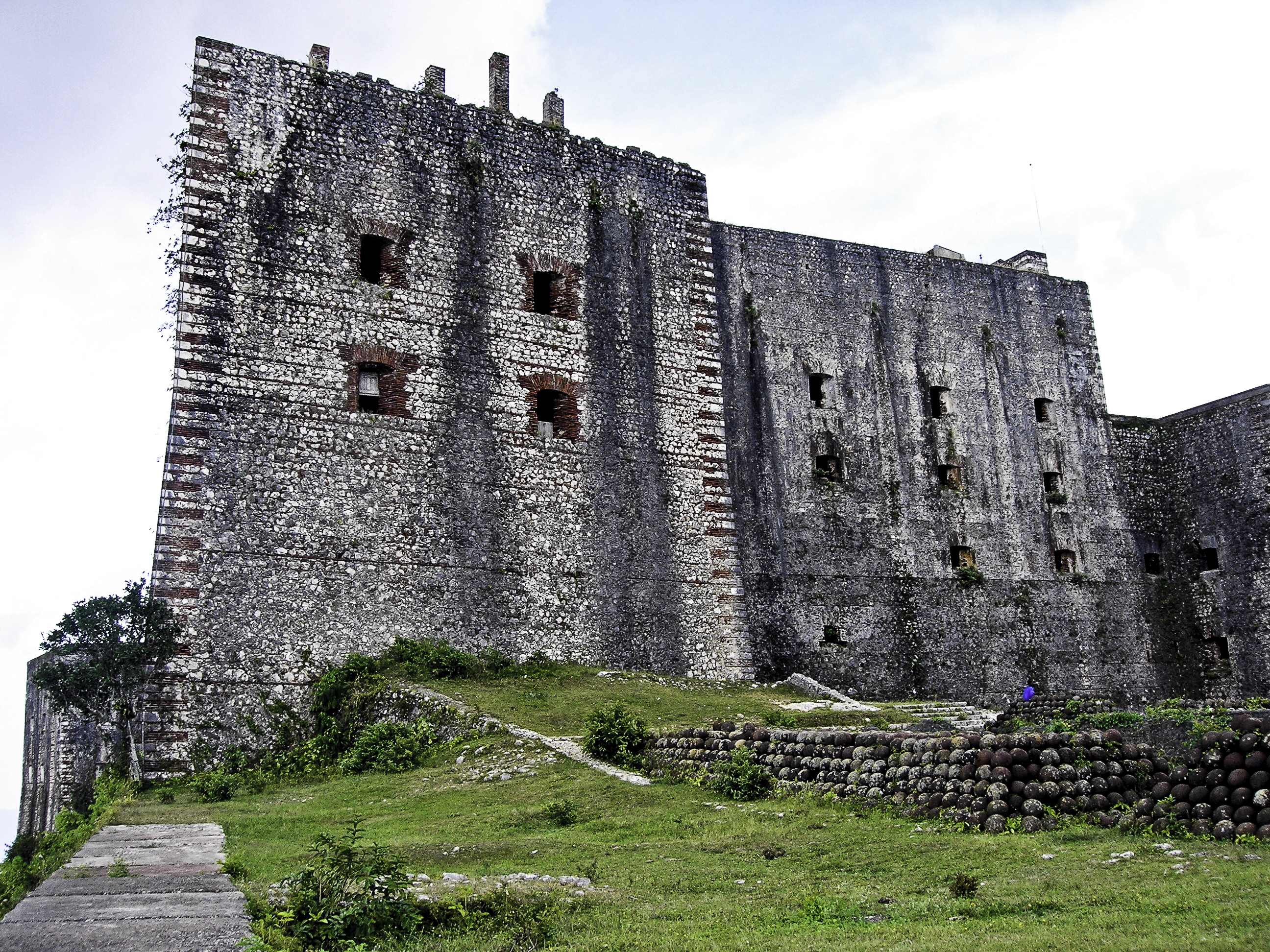
Muren van de citadel

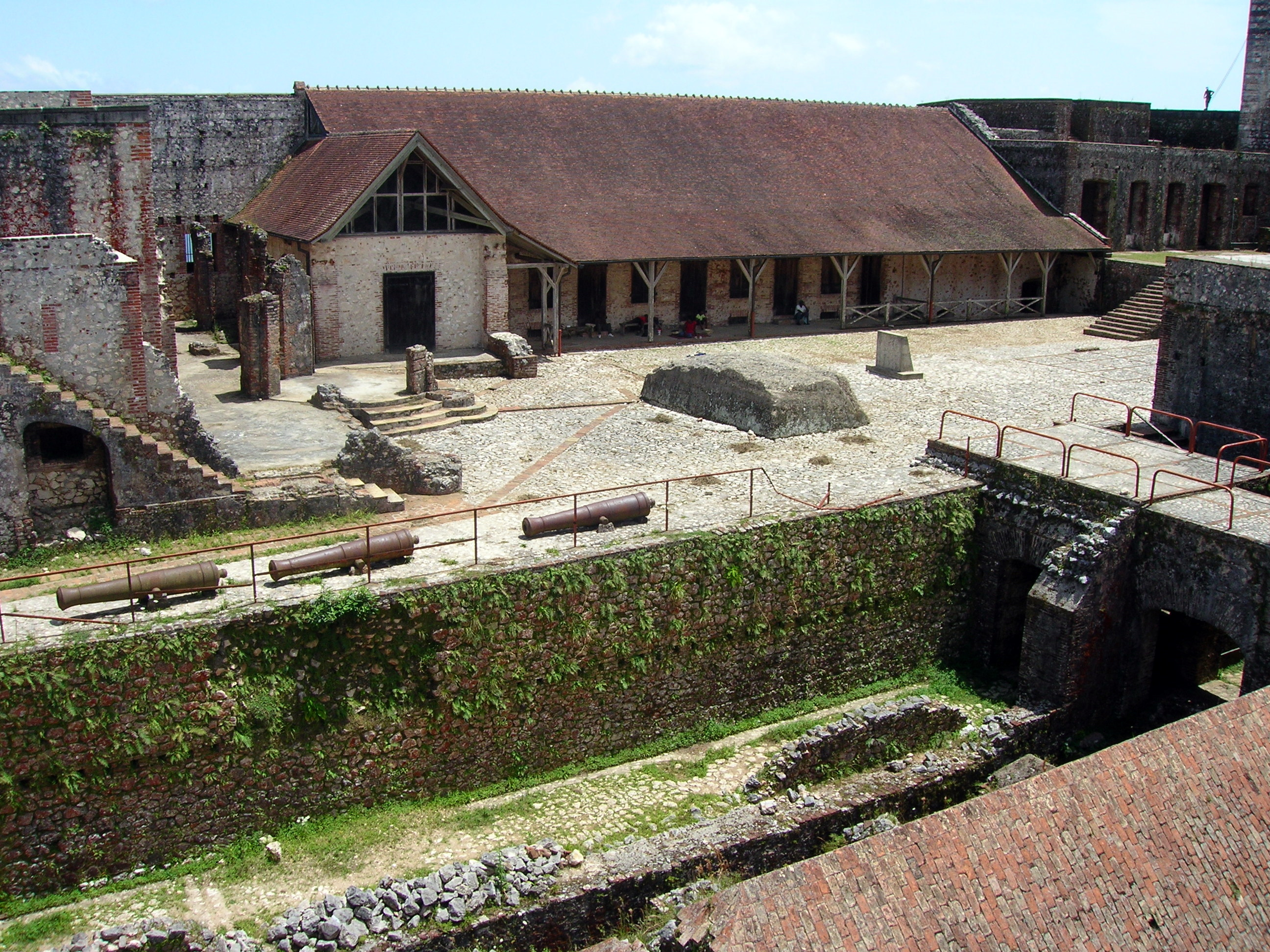
Binnenkant van de citadel

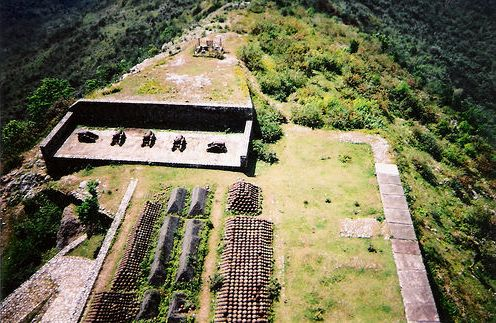
Opslag van kanonskogels

De Citadel Laferrière (Frans: Citadelle Laferrière, ook: Citadelle Henri Christophe of La Citadelle) is een fort op een bergtop in het noorden van Haïti. Het ligt 27 km ten zuiden van de stad Cap-Haïtien. Het is gebouwd door Henri Christophe (later koning Hendrik I) aan het begin van de 19e eeuw, vlak na de Haïtiaanse Revolutie waarin het land onafhankelijk werd van Frankrijk. Het is het grootste fort van het westelijk halfrond. Sinds 1982 behoort het tot het Werelderfgoed, als onderdeel van het Nationaal historisch park Citadel, Sans-Souci, Ramiers.

## Bouw
Henri Christophe, de latere koning Hendrik I van Haïti, gaf in 1805 opdracht tot de bouw van het fort. Het maakte deel uit van een systeem van forten om het pas onafhankelijke Haïti te verdedigen tegen Franse aanvallen. Andere forten waren het Fort Jacques en het Fort Alexandre, in de bergen bij Port-au-Prince. Deze werden in dezelfde tijd gebouwd in opdracht van keizer Jacob I (Jean-Jacques Dessalines).
Het fort werd met opzet op enige afstand van de kust gebouwd. Het idee was dat men in geval van een aanval de landbouwgewassen aan de kust zou verbranden, en zich zou terugtrekken naar het fort. Onderweg zou men hinderlagen leggen.
Het fort is gebouwd tussen 1805 en 1820, door 20.000 arbeiders. De meesten van hen waren bevrijde slaven. Toen Christophe opdracht gaf tot de bouw, was hij nog generaal in het Haïtiaanse leger en administrateur van de noordelijke regio's van het land. Tijdens het grootste deel van de bouw vormde het noorden van het land het Koninkrijk Haïti, door Christophe bestuurd als Hendrik I.
Uiteindelijk is een Franse aanval er nooit geweest.

## Ligging
Het fort staat zo'n 30 km van de kust, op de top van de berg Bonnet à l'Évêque. Deze berg van 914 meter hoog maakt deel uit van het Massif du Nord. Vanuit het fort heeft men zicht op de nabijgelegen valleien. Vanaf het dak kan men de Atlantische Oceaan zien. Bij helder weer is zelfs de kust van Cuba zichtbaar, op 145 km afstand.

## Beschrijving
De muren van het fort zijn 40 meter hoog. Het hele complex, inclusief de opslag van kanonskogels, beslaat ongeveer een hectare. De grote stenen van het fundament staan rechtstreeks op de rotsen. Ze zijn vastgezet met specie, dat gemaakt is van ongebluste kalk, melasse en het bloed van koeien en geiten. Deze werden geofferd om via vodou-bezweringen bescherming voor het fort te vragen.
Het fort is uitgerust met 365 kanonnen van verschillende groottes. Er zijn nog steeds grote stapels kanonskogels te zien. Binnenin het fort waren grote cisternes en opslagplaatsen. Hierin kon men voor 5000 personen voedsel voor een jaar opslaan. Er waren paleiskwarteiren voor het geval de koning en zijn familie toevlucht binnen de muren moesten zoeken. Verder waren er kerkers, badkamers en bakovens.
De citadel is opgebouwd met rechte hoeken. Het grootste deel heeft geen dak. Wel zijn er stenen loopbruggen. Een aantal schuine dakdelen is met rode dakpannen bedekt.
Tijdens zijn bestaan is het fort door verschillende aardbevingen getroffen, waaronder in 1842. Het is een aantal keren gerestaureerd en aangepast. Toch is het grotendeels in het originele ontwerp gebleven.

## Graf van Hendrik I
Na zijn dood in 1820 is Hendrik I in het fort begraven. Zijn volgelingen balsemden zijn lichaam met ongebluste kalk, en begroeven het in een van de binnenste delen van het fort. Dit om te voorkomen dat men zijn lichaam zou verminken. De precieze locatie van zijn graf is onbekend.

## Toerisme
Mede door zijn grootte is het fort een belangrijk nationaal symbool voor Haïti. Het is een van de meest populaire bestemmingen voor toeristen van het land.
Men kan de citadel bezoeken vanuit de plaats Milot. Hier kan men een gids huren. De tocht is 11 km lang. Veel toeristen huren hiervoor een muilezel. Men kan het eerste deel ook met een 4x4 doen. Aardverschuivingen en werkzaamheden aan de weg maken dit echter vaak lastig.
Men moet toegansgeld betalen om het fort te kunnen bezoeken. Het grootste deel van de binnenkant is te bezichtigen. Veel toeristen beklimmen de vele trappen naar het dak. Er is hier geen reling.
Door de turbulente politieke situatie in Haïti is het aantal toeristen niet erg groot. Toch is de omgeving van Cap-Haïtien over het algemeen rustiger dan de hoofdstad Port-au-Prince.
- Library of Congress Control Number: sh89006204
- Nationale Bibliotheek van Israël: 987007536820705171
- Virtual International Authority File: 315130613